# 至聖三者大聖堂 (シカゴ)
シカゴの至聖三者大聖堂（しせいさんしゃだいせいどう、 Holy Trinity Cathedral, Chicago）は、アメリカ正教会中西部主教区の、至聖三者を記憶する大聖堂である。20世紀で最も影響力のあった建築家の一人ルイス・サリヴァンが手がけた数少い教会堂のうちの一つ。
1903年に聖別され、1976年にアメリカ合衆国国家歴史登録財、1979年にシカゴの歴史的建造物に指定された。

## 建設
1895年に新教会堂の計画が発案され、ロシアの聖務会院の資金で建設事業が実施された。ロシア皇帝聖ニコライ2世が私財（当時の4000ドル）を提供したほか、ロシアに投資を行っていたアメリカ合衆国の発明家・実業家サイラス・マコーミックや、1893年のシカゴ万国博覧会で正教会の礼拝堂を知ったシカゴ市民からも寄進が寄せられた。
設計は当時のアメリカで最も著名な建築家の一人となっていたルイス・サリヴァンに委ねられた。小規模で親密な建物が望まれたともいわれ、機能主義で知られるサリヴァンは多くのロシアの現代的な教会堂を研究するも、結局シベリア・タタルスカヤ地方の木造教会の記録資料をヒントとして設計を仕上げたとされる。1902年3月31日に定礎、1903年3月25日にモスクワ総主教聖ティーホンにより成聖された。1923年に主教座聖堂に昇格し、1970年代後半に司祭館とともにシカゴ歴史的建造物および国家歴史登録財に指定された。
煉瓦造漆喰仕上げの大聖堂は時代を経るにつれて改築を重ねた箇所が多く、サリヴァンの設計に忠実な姿へ復元し、また教区コミュニティに利用しやすい施設にしたいという要望を受け、建物の全面的な改修が開始されている。2009年時点では屋根および漆喰の修復が終了し、暖房設備も新たに導入された。今後の改修事業では屋根、金物、窓回り、正面の天蓋、漆喰の改修などに総額200万ドル程度が見積もられ、資金集めが行われている。

## 特徴
ウクライナ・ヴィレッジとして知られる地区の正教信徒共同体のための2つの教会堂の1つであり、同地区の周縁部に位置している。正面の鐘楼、八角形のドームを頂く方形の身廊、イコノスタシスで内陣から区切られた至聖所など、基本的な形式は正教会の聖堂の典型を踏襲している。外観も地方の正教会の聖堂と同様、一部サリヴァンによる装飾を除き簡素である。内部はサリヴァンの手を離れており、キエフの聖ヴォロディームィル大聖堂の壁画に基づく絵画、金の廻り縁などで豊かに装飾されている。イコノスタシスはロシアで製作され、1912年に当時のアメリカ合衆国の中国大使チャールズ・クレーンにより寄贈された。ロシアの田舎にありふれている教会堂の特徴とサリヴァンの近代的感性が調和を乱すことなく表現されており、サリヴァンの小品としての評価は高い。
教会は初期にはシカゴの聖ジョンの精神的指導の下にあった。アメリカ正教会中西部教区の主教座聖堂として使われており、ジョブ大主教が奉職している。長司祭ジョン・アダムキオが主任司祭となっている。教会では信仰によって行われる日常の奉神礼が行われており、今日でもシカゴの正教会コミュニティが誇りとする教会である。

## ギャラリー

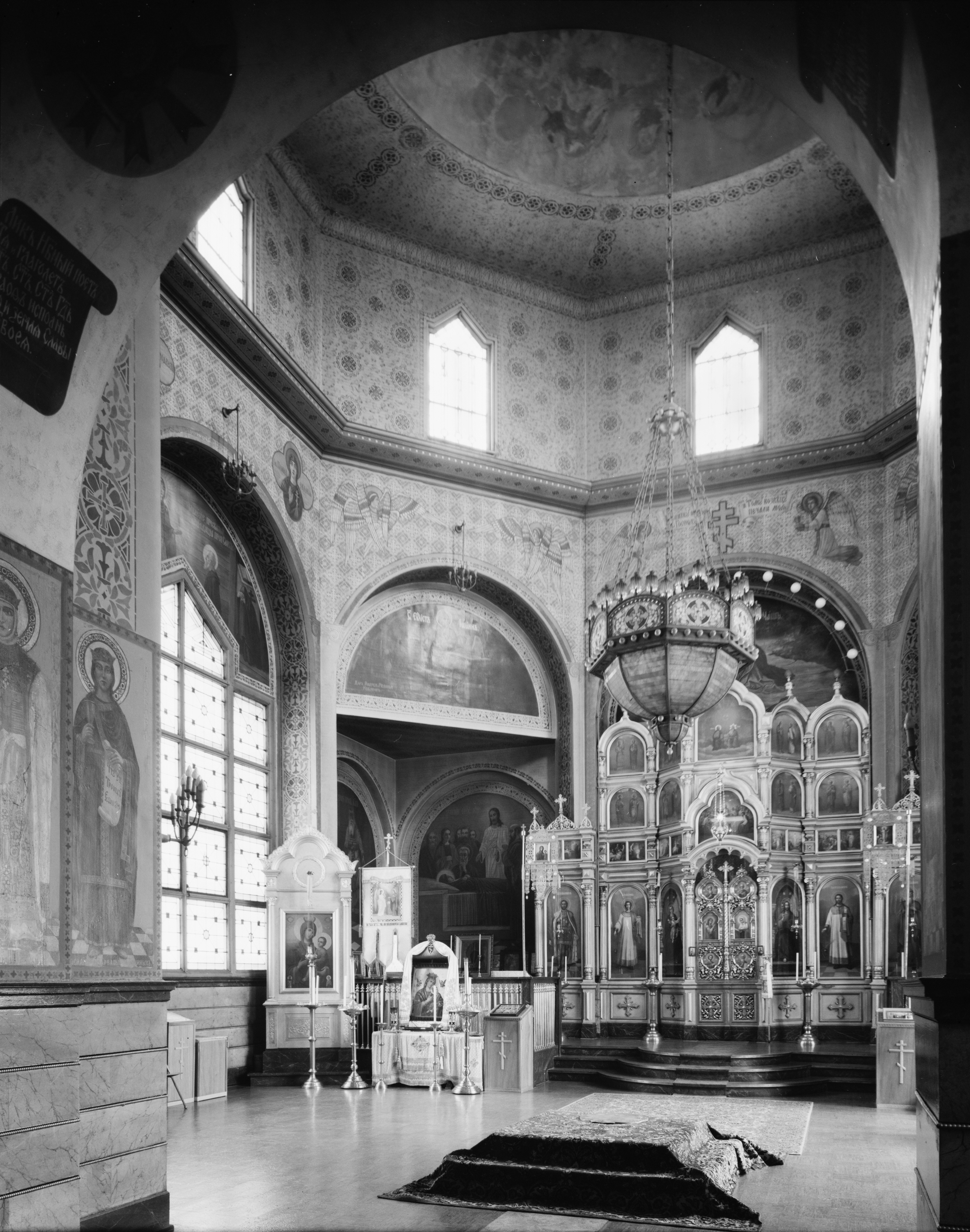
シカゴの至聖三者大聖堂の内観
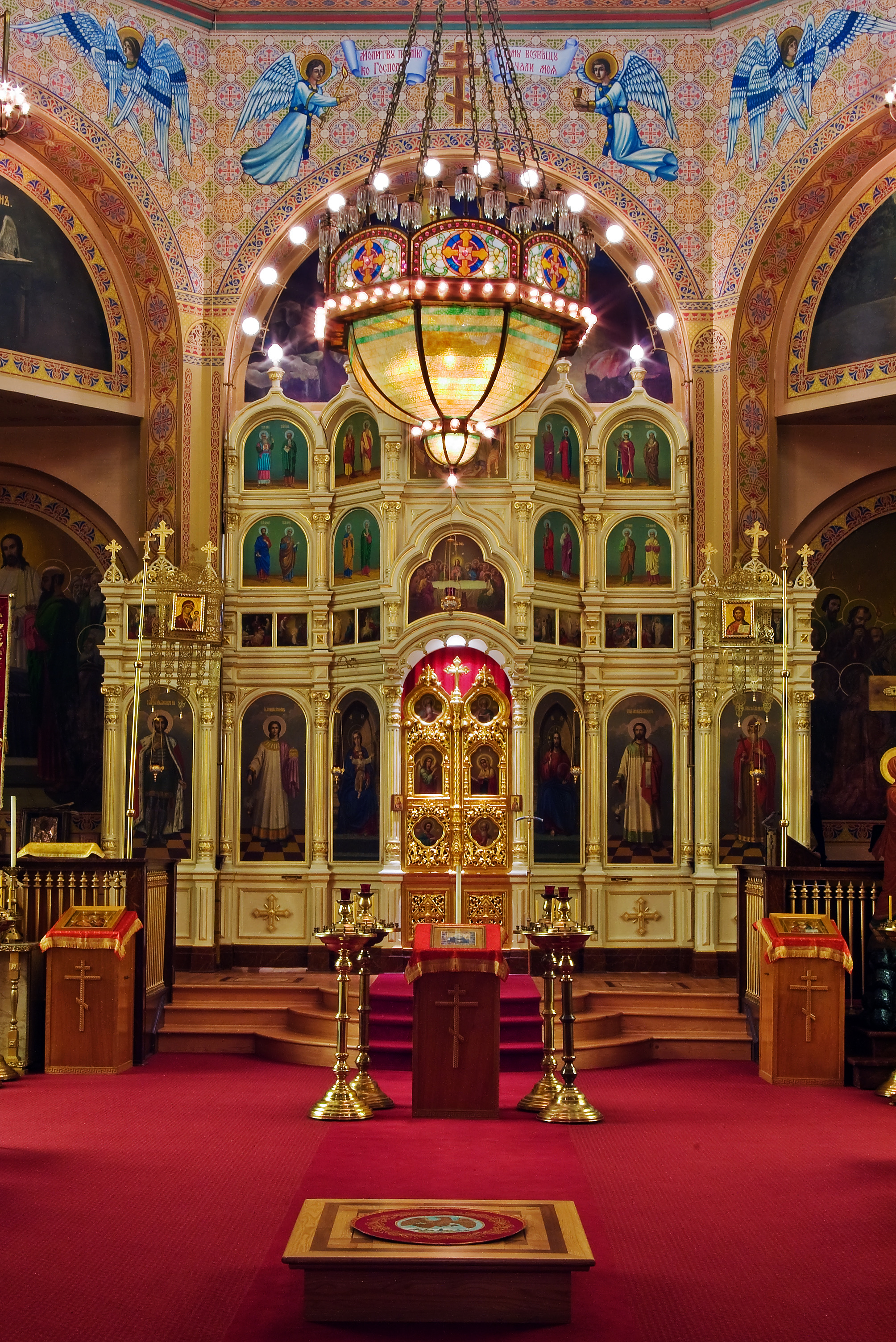
内部のイコノスタシス